# Privat sektor
Den privata sektorn består enligt definition av privatägda företag av olika slag, det vill säga - i Sverige - företag som inte ägs av stat, kommun eller region. Den andra stora sektorn i ett lands ekonomi brukar vara den offentliga sektorn, dvs kommunerna, sekundärkommunerna, staten och de eventuella EU-institutioner, FN-institutioner eller andra mellanstatliga institutioner som finns i ett land. 
Privat och offentlig sektor brukar särskiljas och mätas bland annat med avseende på organisation och styrelseformer, andel av landets ekonomi (BNP, produktion, konsumtion, med mera), antal anställda, lagstiftning. De ekonomiska måtten är vanligast. Mellan den privata och den offentliga sektorn befinner sig en tredje sektor, dvs de organisationer som brukar räknas till civilsamhälle och idéburen sektor.
Privat sektor består av sammanslutningar som drivs i vinstsyfte (företrädesvis företag). Ägandet av dessa företag kan dels ske direkt av privatpersoner, dels indirekt genom banker, fonder och andra finansiella institutioner.
Ofta sker en sammanblandning mellan privat och idéburen sektor. De organisationer som inte drivs i vinstsyfte räknas vanligtvis till den idéburna sektorn. Men framför allt skiljs privat sektor och idéburen sektor åt genom ägandeform – där vinstsyftande aktiebolag, kommanditbolag, handelsbolag och enskilda firmor räknas till den privata sektorn, medan ekonomiska föreningar, stiftelser, ideella föreningar och svb-bolag räknas till den idéburna sektorn. 
Vissa organisationer och företag kan vid en första anblick vara svåra att kategorisera i termer av privat/offentlig och ideell/vinstinriktad sektor. Ett exempel på en sådan organisation är Handelshögskolan i Stockholm, en stiftelseägd högskola i Stockholm. 
En stor variation av lagliga strukturer existerar inom den privata sektorn, beroende på i vilken jurisdiktion de har sin lagliga hemort. Individer kan leda affärer utan att behöva vara medlem av någon organisation. 
I privat sektor förekommer såväl nationell som internationell handel på en sk internmarknad (se: b2b) mellan aktörer, där målet är att få ner långsiktiga alternativkostnader för samtliga involverade parter till en, inom rimligt mån, så låg nivå som möjligt.
Den privata sektorn anställer den största delen av arbetskraften i en stor del av världens länder – i andra länder, som Kina, anställer den offentliga sektorn den största delen av arbetskraften. 
Den privata sektorn samverkar ofta med den offentliga sektorn, genom den offentliga sektorns användning av offentlig upphandling. Därmed är den offentliga sektorn en viktig kund för den privata sektorn, och den privata sektorn en viktig utförare för det offentliga. Detta fenomen kallas offentlig konsumtion.